# Boiling Point (film, 2021)
Boiling Point är en brittisk dramafilm från 2021, regisserad av Philip Barantini.
Filmen utspelar sig på Jones & Sons, en trendig restaurang i London under en mycket hetsig julaftonskväll. Andy Jones är chefskock på restaurangen, men måste brottas med allehanda problem som dyker upp under kvällen: hälsoinspektörer, gamla rivaler bland gästerna, allergener i mat som ej hanteras korrekt.
Filmen är inspelad i en enda lång tagning, och ger därför ett liknande intryck som Repet eller 1917.
2023 släpptes TV-serien Boiling Point – på liv och död, en fristående uppföljare till filmen.

## Rollista (i urval)
- Stephen Graham – Andy Jones
- Vinette Robinson – Carly
- Alice Feetham – Beth
- Jason Flemyng – Alastair Skye
- Hannah Walters – Emily
- Malachi Kirby – Tony